# Ophideres
Ophideres là một chi bướm đêm thuộc họ Erebidae.